# Coeligena violifer
Coeligena violifer là một loài chim trong họ Trochilidae.